# دانشگاه ایالتی سول‌راس
دانشگاه ایالتی سول‌راس (به انگلیسی: Sul Ross State University) دانشگاهی عمومی است که در «آلپاین» تگزاس قرار دارد و نام آن از فرماندار پیشین تگزاس «لورنس سالیوان راس» گرفته شده‌است. دانشگاه در سال ۱۹۱۷ و با نام «سول‌راس نرمال کالج» تأسیس گردید و بعدها یعنی در سال ۱۹۶۹ تبدیل به دانشگاه شد.
ارائه مدرک تحصیلی در این دانشگاه در مقاطع مختلف تحصیلی (از سطح گواهینامه تخصصی تا مدرک فوق لیسانس) می‌باشد. محل اصلی دانشگاه در ناحیه «بیگ بند» قرار دارد که اولین مرکز آموزش عالی در منطقه محسوب می‌گردد، بیش از ۱۹ شهر غرب تگزاس را تحت پوشش خود دارد. شعبات دیگر دانشگاه در شهرهای «یووالد» «دل‌ریو» و «ایگل‌پس» دارا می‌باشد.
اداره کل دانشگاه توسط کمیته‌ای از سیستم آموزشی دولتی ایالت تگزاس می‌باشد که همچنین اداره هفت دانشگاه دیگر را در این ایالت تحت اختیار دارد.

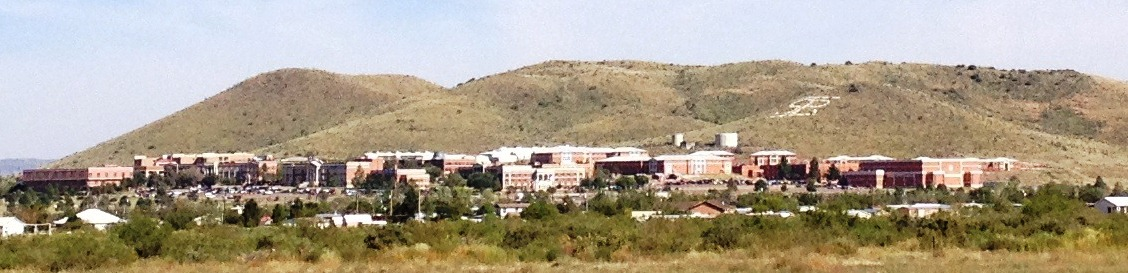
شعبه دانشگاه ایالتی سول‌راس در شهر ایگل پس، تگزاس